# BS流行歌最前線
『BS流行歌最前線』（ビーエスりゅうこうか さいぜんせん）は、1992年10月10日から1993年4月3日まではコンプレックスの「BS土曜歌謡局」の第2部として、1993年4月10日から1995年3月30日までは単独番組として、それぞれNHKBS2で放送された音楽番組である。

## 概要
日本のポップスとその情報を中心とした音楽番組。番組の愛称は「JA-POPS NOW｣。
上述の通り、番組開始当初は『BS勝ち抜き歌謡選手権』との2部構成による「BS土曜歌謡局」の一部として放送された。
最新情報をビデオクリップとともに紹介し、カラオケの人気チャートも分析していた。ワンマンショー「ベスト・ステージ」、スタジオライブショー「JUST・LIVE」などで構成。

## 放送時間
- 1992年度後期：土曜日 基本的に20:30-22:00（BS勝ち抜き歌謡選手権の放送時間の都合により前後あり）
- 1993年度前期：土曜日 20:15 - 21:55
- 1993年度後期：土曜日 22:00 - 23:45
- 1994年度：金曜日 23:15 - 24:45

## 司会
- 赤坂泰彦
- 味方恵子